# Зотов, Конон Никитич
Конон Никитич Зотов (1690 — 1742) — деятель петровской эпохи, контр-адмирал, генерал-экипажмейстер, сын Н. М. Зотова.

## Биография
В 1704 году по собственному желанию отправился учиться в Англию. Здесь он изъявил желание поступить на службу в английский флот. На просьбу свою об этом он получил от отца письмо, в котором тот извещал, что государь узнав о его желании: «с примногою милостью изволил похвалить и за перваго не те его государския любимые дела вменить и за твое здоровьишко пить кубок венгерского».
В 1712 году Зотов вернулся в Россию и тотчас же был произведён в поручики. Плавал под командованием Наума Сенявина, вполне оправдав ожидания государя своими познаниями и практикой. В следующем году участвовал в морской кампании в Финском заливе.
В 1715 году, произведённый в капитан-лейтенанты, Зотов был отправлен во Францию для изучения организации французского флота и управления адмиралтействами. Здесь он исполнял самые разнообразные поручения. В 1716 году он неудачно вмешался в политические переговоры о женитьбе царевича Алексея Петровича и в то же время, противодействуя Лефорту, хлопотавшему об организации во Франции привилегированной компании для торговли с Россией, настаивал на пользе свободной торговли.
По возвращении из Франции Зотов был произведён в капитаны 3-го ранга и командовал большими судами. В 1719 году Зотов участвовал в морской битве Сенявина со шведской эскадрой и взял в плен шведский фрегат, за что и был произведён в капитаны 2-го ранга.
Отлично образованный, обладающий литературными способностями и знаниями нескольких иностранных языков, Зотов был привлечён Петром к составлению морского устава и регламента и сам составил ряд положений и штатов учреждений флота. Обратив на себя особое внимание Петра во время этих работ, был назначен в 1721 году состоять контролёром при адмиралтейской коллегии.
В 1724 году Зотов представил государю 1-ю русскую оригинальную книгу по морской тактике и практике «Разговор у адмирала с капитаном о команде или полное учение како управлять кораблем во всякие разные случаи» (СПб., 1724, перепечатано в 1816 году), где в форме вопросов и ответов излагались необходимейшие сведения по морским вопросам, плаванию, волюциям жизни корабля и пр. Следующим трудом стала книга «Погоне за неприятелем».
После смерти Петра командовал линейным кораблем «Пантелеймон-Виктория» и в 1726 году составил регламент адмиралтейского нижнего суда (коммерческий морской устав).
В 1738 году перевёл голландскую 1-ю лоцию Балтийского моря с подробным атласом этого моря под названием «Светильник морской» и посвящённую императрице Елизавете Петровне. Позже был обер-экипажмейстером и генерал-экипажмейстером (1740 год).
Умер в Ораниенбауме 30 октября 1742 г. 
В 1915 г. был спущен на воду эскадренный миноносец "Капитан Конон Зотов" (достроен не был).

## Адреса
В Петербурге — владел особняком на Васильевском острове (современный адрес — наб. Лейтенанта Шмидта, 3), построенным в 1710 году по проекту Ж.-Б. Леблона.